# Josef Winterhalder der Ältere

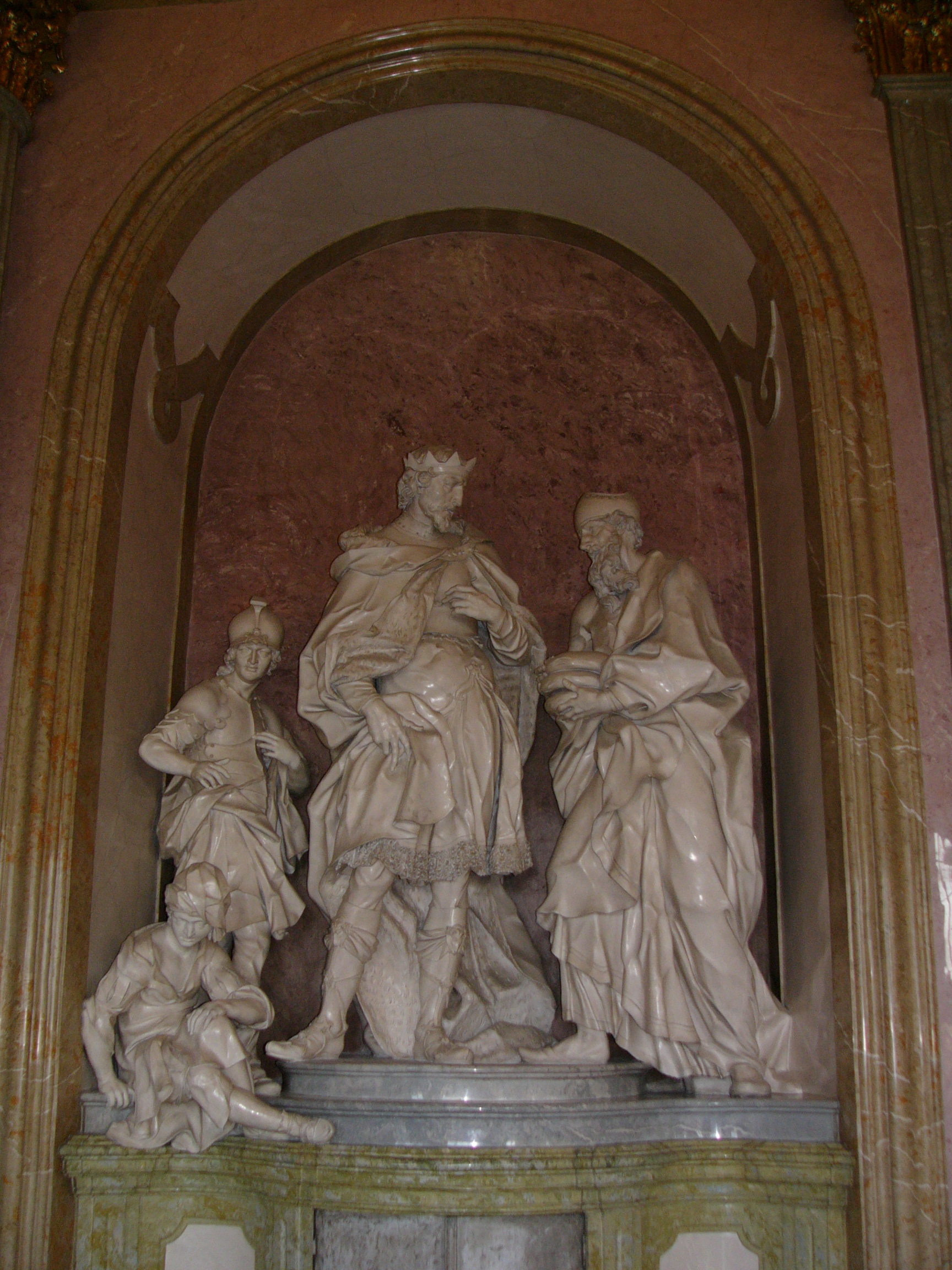
David empfängt vom Hohepriester Achimelech geweihte Brote. Figurengruppe von Josef Winterhalder dem Älteren im Festsaal von Kloster Hradisko, 1734

Josef Winterhalder der Ältere, auch Josef Winterhalder I  (* 10. Januar 1702 in Vöhrenbach; † 25. Dezember 1769 in Wien) war ein deutscher Bildhauer.
Der Sohn des Bildhauers Adam Winterhalder erhielt nach der Lehre bei seinem Vater seine Ausbildung nach einem kurzen Aufenthalt in München vorwiegend in Wien. Von 1728 bis 1730 wird er dort in den Schülerlisten der Akademie der bildenden Künste genannt. Zu seinen Lehrern im Zeichnen gehörte Paul Troger. Über Prag reiste er nach Dresden, um die Werke Balthasar Permosers zu studieren.
1730 und 1732 wurde sein Name in Verträgen mit dem Abt des Klosters Hradisko erwähnt. Ein weiterer Vertrag vom 20. August 1731 nennt seine Mitarbeiterschaft an der in Stuck ausgeführten Kanzel der Wallfahrtskirche am Heiligen Berg, ein anderer vom 1. November 1731 übertrug ihm mit seinem Bruder  Johann Michael die Errichtung der Figuren Fama, Spes und Liberalitas über dem Kirchenportal. 
Laut einem Vertrag vom 31. Dezember 1736 errichtete er im Hof der Prälatur einen heute nicht mehr vorhandenen Brunnen. Die große Figurengruppe des heiligen Johannes von Nepomuk aus dem Jahr 1737 wurde in den Jahren 1997 bis 1998 renoviert und ergänzt.
1736 fertigte er zusammen mit den Bildhauern Andreas Zahner und Adam Johann Nessmann den Statuenschmuck auf der Rampe der Dominikanerkirche in Brünn. 1737 schuf er im Auftrag des Gutsherrn Adrian Graf von Enkevoirt zwanzig überlebensgroße Sandsteinfiguren von Heiligen und Engeln auf der Brücke beim Schloss Náměšť nad Oslavou. 
Verträge aus dem Jahr 1747 besagen, dass Winterhalder in der Klosterkirche von Uherský Brod (Ungarisch-Brod) vier Stuckaltäre schuf. 1754 folgte ein Altar des heiligen Kreuzes. Etwa um die Mitte des Jahrhunderts siedelte er vermutlich nach Znaim über. Noch 1761 schrieb er einen Brief aus diesem Ort.
1753 adoptierte er drei Kinder seines Bruders nach Vöhrenbach zurückgekehrten Bruders Johann Michael, nämlich Theresia (* 1740), Josef Winterhalder den Jüngeren und Anton (1745–1805). Josef der Jüngere bescheinigt ihm später, dass der Ältere ihn „gantz artig ... zu der Malerei“ angeleitet habe.
Zugeschrieben werden ihm die auf 1756 datierte monumentale Gruppe des hl. Florian auf dem Stadtplatz von Uherský Brod sowie die 14 Heiligenfiguren auf der 1752 errichteten Mauer um die Dorfkirche von Hustopeče nad Bečvou (Hustopetsch). 1761 legte Winterhalder dem Abt der Thomaskirche von Brünn seinen Entwurf für den dortigen Hochaltar vor, der dann von dem Brünner Bildhauer Jakob Schertz ausgeführt wurde. Außerdem sind einige Zeichnungen Winterhalders erhalten geblieben.